# جون كيلي (سياسي كندي)
جون كيلي هو مهندس وسياسي كندي، ولد في 2 يوليو 1852، وتوفي في 1 سبتمبر 1934.